# Tony Bettenhausen
Melvin Eugene "Tunney" (later "Tony") Bettenhausen (Tinley Park (Illinois), 12 september 1916 – Indianapolis (Indiana), 12 mei 1961) was een Amerikaans Formule 1-coureur. Hij won het Nationaal Kampioenschap in 1951 en 1958. Hij racete 11 races in de Formule 1; alle Indianapolis 500’s tussen 1950 en 1960. Hij stierf in 1961 door een ongeluk op het circuit van Indianapolis toen hij testte voor Paul Russo.